# Трене, Шарль
Шарль Трене (фр. Charles Trenet; 18 мая 1913, Нарбон — 19 февраля 2001, Кретей) — французский певец и автор песен. Его визитной карточкой была песня La Mer (1943).

## Биография
Шарль Трене родился 18 мая 1913 года в провансальском городе Нарбонна, на юге Франции. С детства увлекался музыкой.
С 1933 по 1936 годы выступал на эстраде в дуэте со швейцарским пианистом Джонни Хессом. Дуэт записал 18 дисков на студии Pathé. В 1936 году Шарля призвали на военную службу. Вернувшись с неё в 1937 году, начал выступать соло.
После Второй мировой войны Трене на несколько лет уехал работать в США. Осенью 1951 года Трене вернулся в Париж.
Певец скончался 19 февраля 2001 года в парижском пригороде Кретей, успев за год до смерти застать открытие собственного дома-музея в родной Нарбонне, на авеню Шарля Трене.